# More Than You Know (sång av Axwell och Ingrosso)
More Than You Know är en låt av den svenska duon Axwell och Ingrosso med okrediterad sång från Kristoffer Fogelmark. Låten släpptes i Sverige som en digital nedladdning den 27 maj 2017 som den tionde singeln från deras debutstudioalbum med samma namn. Låten toppade som plats två på Sverigetopplistan.